# 岸和田少年愚連隊 カオルちゃん最強伝説
『岸和田少年愚連隊 カオルちゃん最強伝説』は、2001年～2007年の日本映画、Vシネマ。中場利一の自伝的小説シリーズである『岸和田少年愚連隊』の登場人物の一人、カオルちゃんの高校時代を描いた実写版『岸和田少年愚連隊』番外編のシリーズ。

## 概要
- 監督はカオルちゃんシリーズを通して宮坂武志。主演は竹内力（3作目のみ主役はリイチ演じる千原浩史）。
- 岸和田少年愚連隊の映画シリーズ全体としては第6作にあたる。岸和田少年愚連隊としては他よりコメディ色が強く、幽霊や魔法まで登場するファンタジーな作風。
- 当初は3部作として企画されたが、好評につき続編が制作された。2作目以降はVシネマにて制作されており、2010年8月現在までに8作品が発売されている。
- カオルを中心とした外伝的シリーズだが3作目のみはリイチを中心として過去の岸和田少年愚連隊シリーズとのつながりが強く、本伝的な作りになっている。

## キャスト
村山薫（S4以降のクレジットでは「村山カオル」、S7,8ではただ「カオル」とだけ表記） - 竹内力
本能の赴くままに行動する野獣のごとき岸和田最強の15歳。1945年4月15日生まれで、作品によって時代が前後して16歳や17歳、さらには34歳の頃もある。
1959年(昭和33年度)春、岸和田市立岸和田中学校卒業。同年、大阪府立岸和田第三高等学校に入学し第1学年A組42番（女番哀歌での生徒証）となるが、島田組と緑の騒動で退学になる。
S4では定時制も含めて制覇する必要があると気付き、1962年の春に岸和田定時制高校に編入するがそれ以降通学している様子はない（両親に「学校に行かなくてもいいのかい」と常に言われているので退学はしていない模様）。
直ぐに唾や痰を吐く癖がある。背中全体に大きく「最強」の入れ墨が彫られている。独特の話し方で何を言っているのかわからない場面も多い。
子犬のチャッピーが大好き。なおチャッピーは決まった一匹ではなく作品ごとにそれぞれ別の犬であり、飼っているわけでもなく野良の子犬に餌を与えて可愛がっている。
全国制覇を目指して何度も日本中を巡る旅に出ている。主要な強敵との戦いでは「三途の川渡る用意はできとるか？」が口癖。
倉本 - 田口トモロヲ
カオルをライバル視する同じ高校の同級生で、S4の1962年2月の新聞には18歳と記載されている。
カオルを倒す為に毎回チョークで計画図を描いては卑劣な作戦を立てるが失敗に終わる。左腕には彫りかけの蛇の入れ墨が入っており、週に一度ほどのペースでチョッキンに少しずつ彫りを頼んでいるが痛みに耐えきれず、すぐに逃げ出して近所の子供にも笑われている。
いつもカオルを狙っているが、時折舎弟のような役回りをすることもある。S5にはマサ子というそっくりな妹が登場する。
関西弁で一般的に使用する頻度を大きく越えて「やんけ」を多用する。ほとんど全ての作品に登場するがS7以降は登場しなくなる。
イサミ - 山口祥行（S1,2,4-8）中場利一（S1,10年後のイサミ）
カオルをライバル視する高校生。両手にレンガや石を持って殴りかかるスタイルを好む。いつも何かを頼まれると二千円を要求する。
金に汚く、窃盗癖があり、盗んだ物をリアカー(イサミ号)に積んで歩き、ロクが買い取っている。
S4ではカオルの頼みで岸和田定時制高校に転校し、サッカー部で相手チームに一点も取らせないほどのキーパーとして活躍する。短髪だったがS5からは髪を伸ばして髪形が変わる。
カオルの父 - 池乃めだか
自分らをコロポックル(夫)に、カオルを不動明王に例えている。カオルが全国制覇の旅に出て居なくなると平和だと喜ぶがしばらくすると夫婦とも寂しそうにしはじめる。
時系列で最も後になる1979年が舞台のFINAL（S3）では他界している。なお、村山家の家屋はS1とS2以降とで別の家に変わっている。
カオルの母 - 中山美保
コロポックル(妻)、不動明王になる前(小学生)の可愛いカオルが好きである。夢や写真でも幼いカオルばかりを思い出す。
ミツエ（桜井ミツエ） - 伊佐山ひろ子（S1 昭和34年,S4）、宮前希依（S3 昭和8年）、大方斐紗子（S3 昭和54年）
カオルが心をゆるすスナックのママ。カオルの筆おろし(ミツエ曰くカオルの巨根を揶揄して「大根おろし」)をしている。子どもの産めない身体であることを公言しており、その体でさびしい男達の為になることを天命と考えており金は取っていない。スナックを閉じる頃に癌を患い、痛み止めのためにクスリに手を出した。
島田榮一 - 古井榮一
地元ヤクザ・島田組組長。ほとんど全ての作品に登場して毎回のように騒動の中でカオルに鉢合わせては組員共々叩きのめされている。
カオルに殴られてのびる際には「（スカウト試験に）合格…」と言うのが定番。島田組は基本的にコミカルな役回りの悪役だがS1では緑の父親は組員の暴行によって殺害されている。
若い娘に目がないようでS1やS4では共に、捕えた娘を手籠めにしようとする場面があり、S6でもチェミナに迫っている。
いつも神戸組に高額の借金を作っては面倒なことになっており、S5にて龍神沼に産業廃棄物の不法投棄を繰り返していたのも神戸組からの借金が原因であり、
S8でも借金が元で、みかじめ料を払わない中華街へ使いに出されたが例のごとく散々な目に遭い、ついに自棄になり神戸組からの電話を無視しはじめた。S3の1979年でも島田組は健在な模様。
緑 - 鈴木希依子（S1）
カオルが思いをよせる、喫茶店あすなろで働く女子高生。父親が島田組から借りたシャブ代の返済のため夜は体を売っている。母親は父の元から逃げて伊香保にいるらしく、父の死後は母親の元へ行く。
最初の白い子犬のチャッピーは彼女に預けられて共に岸和田を去り、「カオル」と名付けられる。
藤井京子 - 野村真美（S1）
カオルの高校での担任(1年A組)の先生。カオルの良き相談相手で頭が上がらない。ルールを持たなければ人間ではなくなるとカオルに諭して三つの禁じ手を作る約束をさせ、
約束の1番目「女を泣かせない」はカオルに後々まで影響する。2番目は「親には手を上げない」で、3番目は考えてくるよう宿題にしたが結局不明なままである。
森田晴彦 - 布川敏和（S1）
倉本の担任(1年B組)の熱血先生。大学時代にラグビーをしており、花園に2回出場したことがある。剣道の経験もあり腕っぷしには自信があったがカオルには容易く叩きのめされる。
緑の父 - 辻つん（S1）
薬物中毒者で島田組に多額の借金をしており、その返済を巡って島田組の組員達に暴行され死亡する。
四万十 剛 - 山口剛（S1・S4・S5・S6） / アンドレ（S7・S8）
喧嘩で倒した相手の制服からボタンを奪って己の制服にその証としてびっしり縫い付けている、土佐の番長。「御意見無用」のバッグを持って全国を旅している。
岸和田で一番強い奴(カオル)を探しているがほとんどは何らかの理由で入れ違ったり、カオルが彼だと気付かない間に倒していたりしており四万十は決着がついていないと考えている。
ストーリーにほとんど絡まないにもかかわらず、ほぼすべての作品に登場している稀有な人物。S8では小絹が気絶する要因となり、彼にしては珍しく重要な役割がある。
チョッキン(武田) - 奥野敦士（S1,S3,S5,S7,S8）
倉本に入れ墨を入れている彫り師。クスリ(モルヒネ)の売人もしており、ミツエの病が癌だと察している。S1では名前は出てこない。
S5では龍神沼で釣りをしていて河童（着ぐるみを着た島田組の組員）に出くわす。
S8では当時はまだ存在もあまり知られていなかったジャイアントパンダを中華街の陳家に密輸させて一儲けを企み、イサミを使いに出す。
チュー太 - 野村祐人（S1）金山一彦（S2,S3）
岸和田警察署管轄内の春木派出所にいる警察官。ナターシャに一目惚れして必死で辞書を手にロシア語を学び、一緒に兄を探す手伝いをする。
チュー太と呼ばれるのを嫌うが本名は不明。S3では警部になっている。S1でもミツエの店に警官が乗り込んでくる場面で登場するが役者は異なる。
アリョーシャ・カラマーゾフ - 崎山凛（S2）
ソ連領・サハリン最南端から来たソ連兵で年齢は18歳。軍隊で騒ぎを起こし、サハリンでの通信任務に左遷させられたところ、日本から入る電波で演歌「涙の通天閣」を聞いて通天閣に憧れ、サハリンから北海道最北端・宗谷岬まで泳いで密入国し、カオルと互角に闘える力を持つ強者。実際に見た通天閣は想像より若干残念に感じたようだが満足していた。多量の涎を垂らすことが多い。
両親を豚と呼んで忌み嫌い、14歳でカムチャツカの実家を飛び出してソ連全土の不良学生を締めて回って軍にスカウトされる。祖母は超能力的な不思議な力を持っていたそうで、つよく愛し尊敬している。
なお、「涙の通天閣」はこの作品のために作られた曲で歌手のナガヤマトミコも架空の人物であり、実際に歌っているのはマリー・コクラン。CDなども存在していない。
S3でも流れる場面があり、S5でも同曲を作曲した奥野敦士が演じるチョッキンが龍神池で釣りをしながら口ずさんでいる。
ナターシャ・カラマーゾフ - サヨーラ・マフカモヴァ（S2）
アリョーシャの妹。危篤の祖母の写真を持って、アリョーシャを探しに日本へ来る。アリョーシャと違って日本語はまったくわからない。
警部 - 辻つん（S2,S3）
カオルを連行するために警察官らに発破をかけ、カオル逮捕に尽力するハゲた警官。
スジ者 - 石山雄大（S2）
奈良で盗品売買をしておりカオルとも面識がある。カオルが盗品を売却のために持ち込んだ時にはパトランプを希望していた。
漁村の老婆 - 花原照子（S2）
宗谷岬の海岸でワカメを採っていたところ、ほぼ全裸のアリョーシャと出会し悲鳴を上げて逃げるババア。
逆占いババア - 松本じゅん（S2,S4）
自称「岸和田の母」。占いで姓名判断、家相判断、失せ物探しをしている。占ってもらった逆の事をすると幸せになると噂されている。
倉本の依頼でダウジング・ペンデュラムを使いカオルを探し出すが、方角も逆である。
磯部の妻 - 吉行由実（S2）
わざわざソ連から通天閣を探しに来たアリョーシャをバカにしていたが居候しているアリョーシャ、カオル、倉本の三人の面倒をみる。
磯部 - 蛍雪次朗（S2）
東京で出店屋台の味噌おでん屋を営む男性。空腹のアリョーシャにおでんを食べさせ、不憫に思い自宅へ泊め仕事を手伝わせていた。そのうちにカオル達と出会って、アリョーシャ達を憧れの通天閣まで車で連れて行き、物語の終盤では手紙と写真を送って来る。
中場リイチ - 千原浩史（S3）
カオルに憧れて興味を持ち、喧嘩ばかりしている。原作者の中場利一も本人役で出演。S3以外でも幼い頃のリイチがしばしば登場する。
小鉄 - やべきょうすけ（S3）
リイチの相棒的存在。ケンカよりも金儲けのほうが得意で情報通。『血煙り純情篇』でユウジの死因になった雷がトラウマになっている。
定(サダ) - 舘昌美（S3）
リイチの喧嘩相手。ミツエのために金を集めていたカオルに恐喝目的で焼肉屋のコンロで手を焼かれるなど、リイチ達と共にそのためのダシにされる。
トモオ - 益子智之、益子和浩（S3）
チュー太の部下の警官。ミツエのためにヤクザ達から金を集めたカオルを逮捕したことで警察が市民から嫌われ、警官を辞めたいとチュー太に相談する。双子の益子兄弟が一人を二人で演じている。
ハッピの男 - 大久保貴光（S3）
ミツエの憧れの人で一緒になりたかった人。ミツエを苗字の桜井でしか呼ばない。主にミツエが若い頃を回想する場面でしか登場せず現在どうしているかは不明。
マー坊 - やべけんじ（S3）
リイチの友人。
マー坊の妻 - 沢木麻美（S3）
壁紙屋の娘。妊娠しており、マー坊とのやり取りから女の子が産まれたものと思われる。
リョーコ - 久永さとみ（S3）
リイチの元恋人。リイチのために扇風機を持って来た。
チカコ - 長谷綾子（S3）
リイチの夜遊び相手。喫茶店で働いている。
森本医師 - 森羅万象（S3）
森本外科医院のヤブ医者院長でミツエのかかりつけ医。フィルムを見て、ミツエが癌だとチョッキンに告知する。ミツエを案じたカオルに襲撃されボコボコにされる。
杉田 - 諏訪太朗（S4）
岸和田定時制高校教諭。
萩原明美 - 中村愛美（S4）
カオルの後に岸和田定時制高校に転校してきた萩原の娘。神戸高校の番長だった元カレがカオルに敗れて骨抜きになってしまったことが原因でカオルを恨んでいたが、次第に惹かれていく。父に逃げられてからは真相に気付いた島田組に囚われるがカオルに救出され、その後は父を探しに出てしまう。
沙織 - 小島由佳（S4）
岸和田定時制高校に通うカオルの同級生。昼間は飛田新地の桔梗という店で体を売って稼いでいる。
剣崎 - 加藤知宏（S4）
岸和田定時制高校の番長。大阪の定時制高校を全部シメている。サッカー部キャプテンだが、カオルに暴行されて全治3か月複雑骨折を負う。
サブロウ - 舘昌美（S4）
岸和田定時制高校に通うカオルの同級生。サッカー部員。
ケンジ - 大久保貴光（S4）
岸和田定時制高校に通うカオルの同級生。サッカー部員。
定時制生徒 - 辻つん（S4）
岸和田定時制高校に通うカオルの同級生。サッカー部員。
赤井 - 栗島瑞丸（S4）
岸和田定時制高校に通うカオルの同級生。サッカー部活動では沙織と共に中心となって皆を盛り上げ、カオルの特訓に付き合う。
井田秀則 - 棚橋ナッツ（S4）
岸和田定時制高校に通うカオルの同級生。ダンサーを目指しており、いつも一人で踊ってばかりいる。試合を前にして東京のオーディションに出場するために退学してしまい、メンバーが足りなくなってしまったことでカオルがイサミを引き込むことになる。実はゲイで同級生のヒトシに惚れている。
剛田 - 奈良坂篤（S4）
沖縄番長 - ERIKU（S4）
番長鮫 - 木村俊樹（S4・S5）
番長小判 - 石田隆三（S4・S5）
東北番長 ねぷた一夫 - マンモス銀次（S4）
神戸番長 芦屋コウスケ - 船木誠勝（S4）
明美の元カレ。
新地の客 - 森羅万象（S4）
須藤 - 水上竜士（S4）
島田組の頼りない若頭だが、ずっと萩原に不信感を持っており疑いの目を向けていた。S4のみの登場。
萩原 - 羽賀研二（S4）
神戸組からの客人として島田組に滞在しているヤクザだが実際には神戸組の金を持ち逃げして神戸組からは絶縁されており、島田組から500万をせしめた後は娘を捨てて逃亡している。
金田 - 小沢仁志（S4）
借金取り。借金したまま逃げた萩原を探し出し追いかけてきて返済を求める。
米国番長 - ジョン・ムウェテ・ムルアカ（S4）
カオルに挑戦してくるアメリカンスクールの番長。
ロク - 三池イエロー（S5,S6）
「なんでもあります」と看板を掲げた故買屋で雑多な物を販売しており、イサミが盗品を持ち込んでは売却している。
登場するのはS5からだがS2でイサミの発言の中で名前だけ登場し、この時はカオルに商品を盗まれていたようである。
アヤメ - 佐藤康恵（S5）
郷土史研究会の生徒たちをつれて天狗山にやってきた引率の教師。生徒達は岸和田の高校生だが彼女は東京から来た人間のようである。カオル以外で島田の「合格」をもらった唯一の登場人物。
秀子 - 南まい（S5）
岸和田の高校の郷土史研究会の生徒だが超常現象研究会と言って憚らない。カオルのことを天狗などの超常存在を見ることができる人間だと信じて尊敬している。
鎧武者の怨霊の存在が現実のものとなってからはアヤメ先生の助手として白装束の確保などに駆け回る。
ひろみ - 茂呂真紀子（S5,S7）
岸和田の高校の郷土史研究会の生徒だが活動にはあまり熱心でなく、金持ちの子でわがままな振る舞いが多く友達が少ない。
S7にも薫子の友人として登場し、こちらではわがままな行動は鳴りを潜め、おかしな連中がつきまとう薫子を心配している。
神主 - 森羅万象（S5）
龍神沼の近くの天狗山神社の神主。島田組が産業廃棄物を沼へ投棄するのを見逃すかわりに口止め料を巻き上げていた。アル中で口止め料も酒に消えるような生活をしており、祓詞もまともに読めない、いいかげんな神主だったが事件後はアヤメ先生や秀子に感銘を受けて、酒を断ち、神職の修行も始めた。
神田 - 寺島進（S5）
神戸組のヤクザ。神田組組長。島田組が借りた一千万円の借用書を盾に不法投棄を強要していたが、霊に憑りつかれた倉本に借用書を燃やされたことで態度を一変させた島田組に叩き出される。
神田組組員 - 鈴木隆二郎（S5）
神田組組員 - 江藤純（S5）
島田組組員 - ガンビーノ小林（S5）
谷 史穂利 - 小嶺麗奈（S6）
マレーシアで偶然購入した双子神像を日本へ送ったところ、イサミに盗まれてしまったことが物語の発端。その正体はハリマオこと谷豊の娘で父の遺骨を探しに来ていた。
チャンド - 勝矢秀人（S6）
武装集団を率いるマレーシア人の富豪で、チェミナ達の村を経済的に支配して土地を手に入れようとする。ハリマオの財宝であるマラッカの秘石を見つけ出し、魔法の力を手に入れてカオルをも圧倒する。非常にずる賢く、島田とは戦争当時からの旧知の仲だが英語の書面を読めないのにつけ込んで島田が購入しようとしていた土地も金も巻き上げていた。
ハリマオ - ERIKU（S6）
ミーコ - 亜沙美（S7）
いかつい容姿をした和歌山女子学園のスケ番で「地獄で仏のミーコ」と呼ばれる全国総スケ番。カオルにのされてからはベタ惚れして『風と共に去りぬ』になぞらえてバトラー様と呼ぶ。柄が悪く粗野でこれまで友達もいなかったが、まっすぐで純心な性格をしており薫子とは初めての友達になる。
薫子 - 松永裕子（S7）
岸和田で看護婦を目指す女子高生。カオルに倒されたハッタリを介抱した。キョウコのスカーフを持っていたこともあって当初はカオルのことを女だと思い込んでいたミーコにカオルと間違われるが、誤解が解けると親友となる。ミーコの赤いスカーフを貰ってしまったことで今度は全国から集まったスケ番にミーコを倒した女として狙われることになってしまう。家の表札によると苗字は姫島。
ハッタリ - 小沢和義（S7）
本名は服部。カオルを大親友と呼んでまとわりつく友人で劇中では幼馴染みと言っている。気絶して倒れていたところを介抱した薫子に惚れ、「ママン」と呼んで懐く。腕に彫りかけの蛇の刺青がありチョッキンの彫りの痛みに耐えきれず逃げ出したり、旅立つカオルの後を追うなど、そのキャラクター像はS7以降登場しなくなる倉本に意図的に似せてある場面もあるが倉本のようにカオルを倒そうとする描写はない。ケンカも弱く、軟派な性格だがスケ番達の暴力に耐えて薫子の身代わりの役目を果たし通す気概も見せる。
キョウコ - 桜塚やっくん（S7）
ミーコの留守を預かる和歌山女子学園 副スケ番で、岸和田神社へ行こうとして和歌山まで来てしまったカオルに因縁を吹っかけて返り討ちにされる。その際に虎の刺繍がされた白いスカーフを金ボタンのかわりにカオルに奪われ、それがハッタリを介して薫子に渡ってしまう。
花沢 - 加藤トモヒロ（S7）
神戸組組員。神戸組三代目組長 山岡憲一（遠藤憲一）に女を寝取られたことを恨んでおり、島田組に入り込んで乗っ取り、力をつけて神戸組本家に喧嘩を仕掛ける予定でいたが、カオルに倒されて失禁し島田組にいられなくなり独自に花沢組を結成する。カオルを懐柔し利用して島田組を潰そうとするが諸共に潰される。のびると失禁する癖がある。
山岡憲一 - 遠藤憲一（S7・S8）
神戸組三代目組長。
梅田 - 舘昌美（S7・S8）
島田組組員。
難波 - 大久保貴光（S7・S8）
島田組組員。
大阪 南河内 大鉄工業高校番長 - 倉見誠（S8）
南河内でカオルと戦う。
陳小絹（チャン・シャオジェン） - 安藤希（S8）
神戸中華街の陳家の一人娘。家同士いがみあっている黄家の正英とは恋仲にある。中華街がヤクザに狙われている現状に、いがみ合っている場合ではなく団結すべきと考えている。
陳信義 - 石山雄大（S8）
陳家を仕切る、小絹の祖父。貿易商で密輸にも手を出しており、拳銃を所持していたり、取り寄せたパンダが死亡していたにもかかわらず、非を認めずに約束通りの金で売りつけようと脅迫するなど非合法な活動も多いようである。
陳龍（チャン・ロン） - 船木誠勝（S8）
小絹の兄で拳法の達人だがカオルに負けないほどのオッサン顔の高校生。カオルと同じように大阪中をシメて回ろうとしていたが常にひと足先を行かれており、カオルを探していたが実家に戻ったところで偶然相まみえることになる。いちいち学ランを脱いで裸になるため、「なんで脱ぐのか」とたびたび突っ込まれる。
演じる船木はS4でも明美の元カレの神戸番長・芦屋コウスケとしてほぼ同じ容姿で出演している。
陳軍 - 木村圭作（S8）
陳一族。
黄正英（ホヮン・チェンイン） - 大東俊介（S8）
黄家の末っ子の料理人で陳家とのいがみ合いに辟易している。登場時のテロップでは「黄」は「ホヮン」とルビが打たれているが、中国語台詞への字幕では「ファン」とも書かれている。
当時は日中国交正常化以前の時代で、彼の作る豚饅頭をはじめ中国文化が未知のものとして描かれている。
黄玲玉 - 李丹（S8）
黄一族。正英の母。
黄豪 - 根岸大介（S8）
黄一族。正英の兄。
老 - 諏訪太朗（S8）
老診療所の医者。運び込まれた四万十を診察する。
ナレーション - 森羅万象（S4・S7・S8）

## スタッフ
- 監督：宮坂武志
- 製作：木村政雄
- 原作：中場利一（本の雑誌社刊）
- 企画：中沢敏明
- プロデューサー：西村大志、佐藤敏宏
- 音楽：奥野敦士
- 脚本：NAKA雅MURA
- 撮影：坂江正明
- 照明：大坂章夫
- 美術：池田大成
- 録音：沼田和夫
- 効果：丹雄二
- 編集：矢船陽介
- 助監督：岩清水昌弘、吉田聡
- キャスティング：綿引近人
- スクリプター：田口良子
- 制作担当：中島嘉隆
- 監督助手：島田明生、三橋伊智郎
- ネガ編集：神田純子、門司康子
- タイミング：小椋俊一
- オプチカル：金子鉄男
- スタジオエンジニア：小峰信雄
- 光学リレコ：宇田川章
- ポストプロダクションプロデューサー：金子尚樹
- 衣装：宮田弘子
- メイク：榊原慶子
- 擬闘：辻井啓伺
- ガンエフェクト：ブロンコ
- CG：永山昌克、吉村政孝
- 刺青：田中光治（彫武一門）
- 方言指導：池田克成
- スチール：池田岳史
- 製作デスク：大野貴裕
- 制作進行：亀邑郁芝、小林範久
- 制作協力：エクセレントフィルム
- 製作：吉本興業、セディックインターナショナル

## ストーリー
『Episode-1 THE BATTLE OF KAORU』
遠い昔、はるかかなたの西日本で・・・。
1959年（昭和34年）、岸和田市立岸和田中学校を卒業したカオル（竹内力）は地元ヤクザのスカウトを蹴り、全国高校総番をめざし高校へ進学。喫茶店でウェイトレスの緑（鈴木希依子）を見初めるが、緑の父（辻つん）にヤクザからの借金があることを知り・・・。
1970年4月、リイチがカオルの写っている卒業アルバムを見ると、容姿は今も昔も変わらず"おっさん"だった。因みに、倉本も"おっさん"。
『Episode-2 FROM RUSSIA WITH LOVE ～ロシアより愛をこめて～』
遠い昔、はるかかなたの東日本で・・・。
1961年、全国高校総番制覇のため旅に出たカオル（竹内力）。倉本（田口トモロヲ）もカオルに続き追いかけて行く。東京で出会したのは、通天閣を目指すロシア兵（崎山凛）だった・・・。
【Episode-FINAL STAND BY ME』
遠い昔、はるかかなたの銀河系で・・・。
1979年、だんじりも終わった夏の暮れ、リイチ（千原浩史）と小鉄（やべきょうすけ）はあいかわらずでサダ（舘昌美）とケンカを繰り広げていた。そこへカオル（竹内力）が現れ、メシに連れて行ってやると言うが・・・。
『番長足球（ばんちょうサッカー） A ROAD OF THE BANCHO』
遠い昔、はるかかなたの西日本で・・・。
1962年春、全国高校総番制覇の旅から岸和田に帰郷したカオル（竹内力）。定時制高校を制覇するのを忘れており、岸和田定時制高校に編入。その日のうちに番長・剣崎（加藤知宏）を病院送りにするが、番長はサッカー部のキャプテンでもあった。ケガをした番長の代わりにカオルが試合に出ることになるが・・・。
『妖怪地獄 The Battle of KAORU Mt.TENGU GHOST STORY』
遠い昔、はるかかなたの西日本で・・・。
1961年、四万十（山口剛）との決闘に出かけるカオル（竹内力）。場所を忘れて果たし状を取りに自宅へ戻るが、その時にタンスから幼少時に作った妖怪日記を発見。カオルは天狗と戦うべく天狗山へと向かう・・・。
最後に「次回、『男泣き 全国制覇編』でお会いしましょう」とテロップが出るが該当する作品は発表されていない。
『マレーの虎 The Battle of KAORU HARIMAU MELAYU』
遠い昔、はるかかなたの西日本で・・・。
1961年、いつものようにチャッピー（犬）と戯れるカオル（竹内力）。そこへイサミ（山口祥行）が誘拐されたとの報せを持って倉本（田口トモロヲ）がやってくる。ロク（三池イエロー）によればイサミが持ち込んだ双子神像からハリマオの宝の地図を発見し、イサミはマレーシアへ向かったがそこで何者かに囚われ、返してほしくば地図の残り半分を渡せとの手紙が届いていた。カオルはイサミを救うべく倉本を伴ってマレーシアへと向かう・・・。
『女番哀歌（スケバンエレジィ）an elegy of a rude QUEEN the battle of KAORU』
遠い昔、はるかかなたの西日本で・・・。
1961年、四万十との決闘に岸和田神社へと出かけるカオル（竹内力）。しかし間違って和歌山へと来てしまい、そこで出会ったスケ番達に因縁をつけられたため全員叩きのめす。だが、スケ番達は全国総スケ番ミーコ（亜沙美）の手下で、事態を知ったミーコはカオルを追って岸和田へとやって来るが・・・。
最後に次回作のタイトルが「中華街のロミオとジュリエット」であることが予告されている。
『中華街のロミオとジュリエット Romeo and Juliet of the Chinese quarter the battle of KAORU』
遠い昔、はるかかなたの西日本で・・・。
1961年、全国制覇の旅に出て、手始めに大阪中をシメて回っていたカオル（竹内力）。次の地として神戸へとやってくるがそこは中華街。ひょんなことから出会った陳小絹（安藤希）と黄正英（大東俊介）にここには高校もなく番長はいないと言われるが・・・。
最後に、「次回、『仁義なき戦い・島田組vs神戸組』岸和田炎上！頂上作戦 篇でお会いしましょう」と予告されている。

## カオルちゃんシリーズ
|   | 劇場公開日 OV発売日 | タイトル                                                                 | 監督     | 主演   |
| - | ------------------- | ------------------------------------------------------------------------ | -------- | ------ |
| 1 | 2001年3月30日公開   | 岸和田少年愚連隊 カオルちゃん最強伝説 EPISODE-1 THE BATTLE OF KAORU      | 宮坂武志 | 竹内力 |
| 2 | 2002年1月21日発売   | 岸和田少年愚連隊 カオルちゃん最強伝説 EPISODE-2 ロシアより愛をこめて     | 宮坂武志 | 竹内力 |
| 3 | 2002年発売          | 岸和田少年愚連隊 カオルちゃん最強伝説 EPISODE-FINAL スタンド・バイ・ミー | 宮坂武志 | 竹内力 |
| 4 | 2003年8月発売       | 岸和田少年愚連隊 カオルちゃん最強伝説 番長足球                           | 宮坂武志 | 竹内力 |
| 5 | 2004年発売          | 岸和田少年愚連隊 カオルちゃん最強伝説 妖怪地獄                           | 宮坂武志 | 竹内力 |
| 6 | 2005年発売          | 岸和田少年愚連隊 カオルちゃん最強伝説 マレーの虎                         | 宮坂武志 | 竹内力 |
| 7 | 2007年発売          | 岸和田少年愚連隊 カオルちゃん最強伝説 女番哀歌（スケバンエレジィ）       | 宮坂武志 | 竹内力 |
| 8 | 2007年発売          | 岸和田少年愚連隊 カオルちゃん最強伝説 中華街のロミオとジュリエット       | 宮坂武志 | 竹内力 |

## トリビア
- カオルちゃんには岸和田在住の実在のモデルがいる。2007年、60歳の頃にガンで亡くなっていると言われているが、これに関しては事実ではない。
- 銭湯は毎回「大和湯」を使う。
- ヒロインを演じた鈴木希依子は、2020年現在、木更津市の創業明治30年の老舗料理店の5代目として若女将を務めている[1]。
- 「岸和田少年愚連隊 カオルちゃん最強伝説」シリーズを前身に「ヒロミくん!」シリーズが生まれた[2]。「カオルちゃん」シリーズは1970年代の設定で、近代的なビルは映せないことから撮影場所は山奥にしていたが、そういった脚本作りにも限界がきたことから、設定を平成の世に変え主人公もヒロミ君に変えて「ヒロミくん!」シリーズ（全4作）となった[2]。